# توماس واكتينز ليجون
وهو سياسي أمريكي ينتمي إلى الحزب الديمقراطي وحاكم ولاية ماريلاند الأمريكية ولد توماس واكتينز ليجون في أيار - مايو من سنة 1810 كان ليجون حاكمًا على ولاية ماريلاند ما بين الأعوام 1854 إلى عام 1858 توفي توماس واكتينز ليجون في 12 كانون الثاني - يناير من سنة 1881 في ولاية ماريلاند.